# 얀 리시에츠키
얀 리시에츠키(Jan Lisiecki, 1995년 3월 23일 ~ )은 캐나다의 폴란드계 피아노 연주자이다. 2010년부터 세계적 클래식 음반사인 도이치 그라모폰과 전속 계약을 맺었다.